# Cupromolibdita
La cupromolibdita és un mineral de la classe dels sulfats. El seu nom fa referència al seu contingut de coure i a la seva relació amb la molibdita.

## Característiques
La cupromolibdita és un element químic de fórmula química Cu₃O(MoO₄)₂. Cristal·litza en el sistema ortoròmbic en forma de cristalls molt ben formats, de prismes robusts a aciculars, de fins a 0,2 mm; també en agregats radiants. La seva duresa a l'escala de Mohs és 3.

## Formació i jaciments
La cupromolibdita va ser descoberta a la fumarola Iadovítaia, al volcà Tolbàtxik (óblast de Kamtxatka, Districte Federal de l'Extrem Orient, Rússia). Es tracta de l'únic indret on ha estat trobada aquesta espècie mineral.